# Cavendish (cràter)
Cavendish és un cràter d'impacte localitzat a la part sud-oest de la Lluna, al sud-oest també del cràter més gran Mersenius. El seu nom és homenatge a Henry Cavendish. Es troba entre els cràters més petits Henry a l'oest-nord-oest i de De Gasparis a l'est-sud-est.

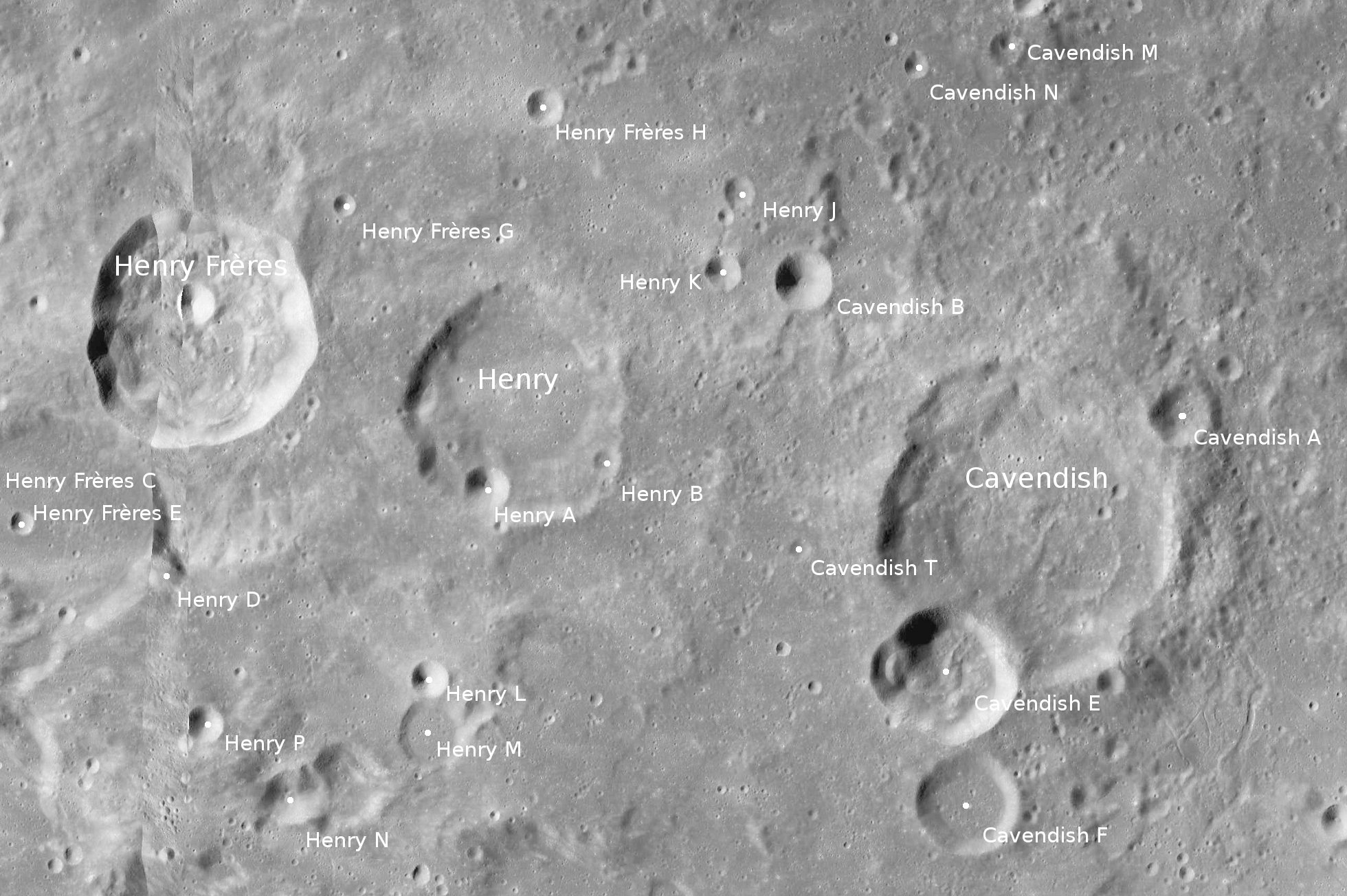
Localització de Cavendish (centre dreta de la imatge)
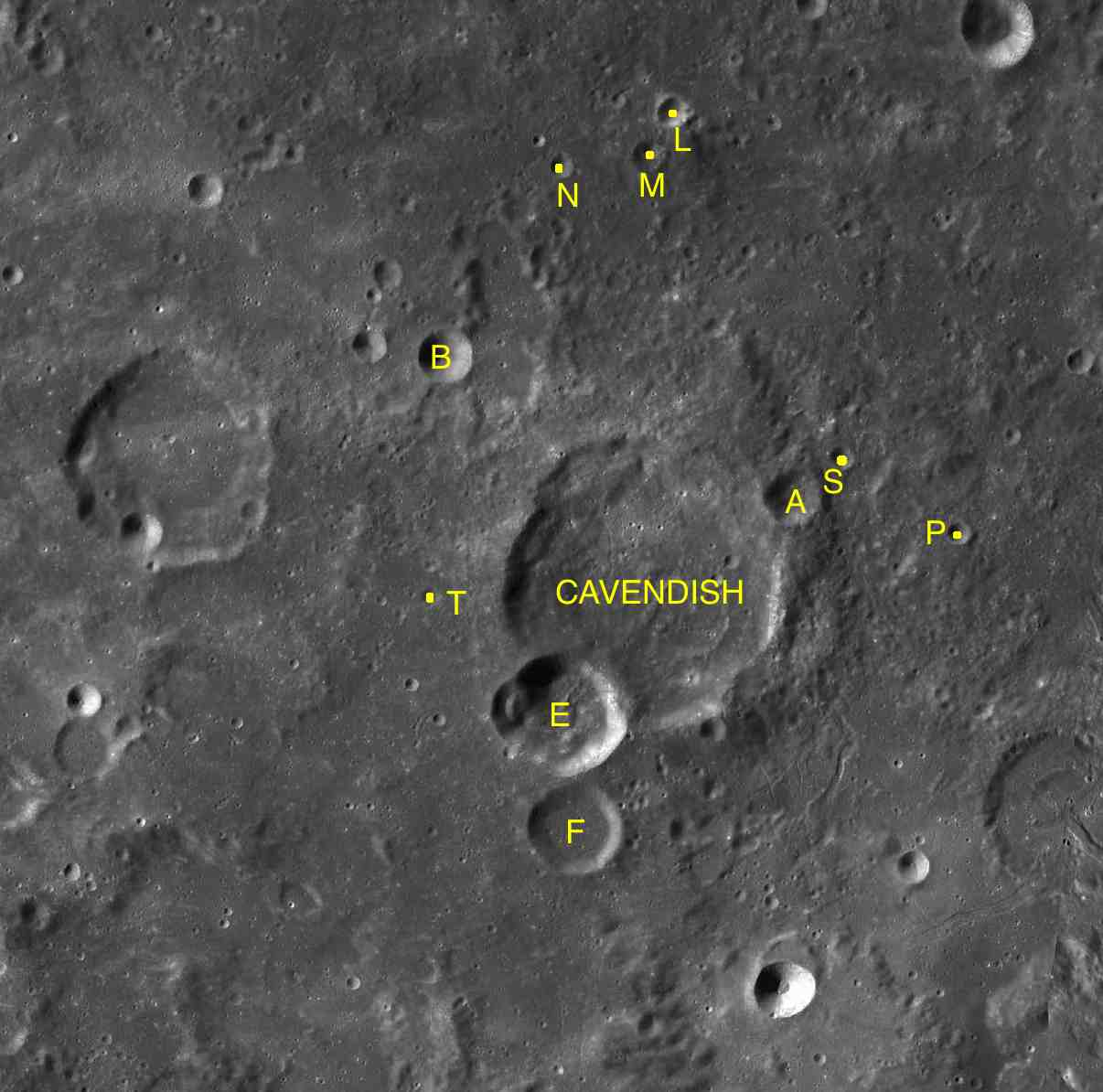
Cràters satèl·lit

La vora de Cavendish està fortament desgastada. El cràter Cavendish E travessa la vora sud-oest. El més petit, Cavendish A, està sobre la vora de el nord-est. A la plataforma hi ha un parell de cràters de poc relleu que estan units en les seves vores i que abasten la major part de la superfície central del cràter Cavendish d'est a oest.
La rimae de Gasparis arriba a la part oriental de Cavendish.

## Cràters satèl·lit
Per convenció aquests elements són identificats en els mapes lunars posant la lletra en el costat del punt central del cràter que està més proper a Cavendish.
| Cavendish | Coordenades                          | Diàmetre |
| --------- | ------------------------------------ | -------- |
| A         | 24° 00′ S, 52° 42′ O / 24.0°S,52.7°O | 10 km    |
| B         | 23° 12′ S, 55° 06′ O / 23.2°S,55.1°O | 10 km    |
| E         | 25° 24′ S, 54° 12′ O / 25.4°S,54.2°O | 24 km    |
| F         | 26° 06′ S, 54° 00′ O / 26.1°S,54.0°O | 18 km    |
| L         | 21° 42′ S, 53° 36′ O / 21.7°S,53.6°O | 5 km     |
| M         | 22° 00′ S, 53° 48′ O / 22.0°S,53.8°O | 6 km     |
| N         | 22° 06′ S, 54° 18′ O / 22.1°S,54.3°O | 4 km     |
| P         | 24° 12′ S, 51° 36′ O / 24.2°S,51.6°O | 4 km     |
| S         | 23° 48′ S, 52° 24′ O / 23.8°S,52.4°O | 5 km     |
| T         | 24° 48′ S, 55° 12′ O / 24.8°S,55.2°O | 4 km     |